# Förstaanställningskontraktet
Förstaanställningskontraktet, (franska Contrat première embauche, förkortat CPE, ibland felaktigt översatt till ungdomskontraktet) var ett franskt anställningskontrakt som föreslogs av Frankrikes premiärminister Dominique de Villepin 16 januari 2006. Kontraktet skulle göra det lättare för arbetsgivare att avskeda ungdomar under 26 år, vilket av dess förespråkare motiverades med att det därmed skulle bli mindre riskfyllt för arbetsgivare att anställa unga.
10 april 2006 meddelade president Jacques Chirac att förstaanställningskontraktet skulle slopas och ersättas av arbetsmarknadspolitiska åtgärder.

## Kontraktets bakgrund
Frankrike hade en omfattande arbetslöshet bland ungdomar, över 20 % i åldrarna 18-25 och än högre i vissa förortsområden. Premiärminister de Villepin introducerade Förstaanställningskontraktet som ett tillägg till den redan föreslagna Lagen om lika möjligheter i syfte att komma till rätta med ungdomsarbetslösheten och Frankrikes stela arbetsmarknad. Förespråkare hävdade att franska arbetsgivare idag drar sig för att anställa unga då det är svårt att avskeda dem om de inte längre behövs eller visar sig vara olämpliga för jobbet. Kritiken från fackföreningarna, studentföreningarna och den politiska vänstern hävdade å sin sida att arbetsgivare med hjälp av lagen kunde utnyttja ungdomar samt att det skulle att bli svårare för ungdomar att finna ett fast jobb.

## Kontraktets innebörd
Förstaanställningskontraktet föreslogs gälla för ungdomar under 26 år under de två första åren av deras anställning, varefter deras anställning automatiskt skulle övergå till tillsvidareanställningskontraktet (franska contrat à durée indéterminée). Kontraktet gällde alla under 26 år som anställs, oavsett om det är deras första anställning eller inte och gav arbetsgivarna rätten att avskeda den anställde utan motivering.

## Motstånd
Se huvudartikel Arbetsrättsprotesterna i Frankrike 2006
Lagförslaget har möttes av ett starkt motstånd från fackföreningarna och studentförbunden, som utlyste strejker bland arbetare och studenter samt organiserade flera demonstrationer med miljontals deltagare.
64 av Frankrikes universitet hade antingen ockuperats av studenter eller så utlystes strejk. Polisen hade i förebyggande syfte spärrat av Sorbonne, centrum för studenternas deltagande i majrevolten 1968.
I Sverige demonstrerade den 28 mars 2006 cirka 500 personer i Stockholm till stöd för demonstranterna i Frankrike, och mot centerpartiets förslag på att införa liknande anställningsvillkor i Sverige.